# Pietro II (vescovo di Asti)
Pietro II (Asti, ... – 1054) fu vescovo di Asti dal 1040 al 1054.
Pietro II, eletto con l'appoggio imperiale, collaborava già con Corrado II sotto l'episcopato di Oberto.
Nel 1041, un diploma di Enrico III gli concedette ampie facoltà giurisdizionali e beni patrimoniali, a sottolineare la volontà dell'imperatore di avere una forte figura episcopale di appoggio.
Durante il governo di Pietro, si assistette a un ritorno di centralizzazione dei poteri, che generò un crescente clima di ostilità tra i cittadini astesi.
I punti principali della politica episcopale furono:
- supremazia politica della Chiesa di Asti
- disconosimento  dei privilegi acquisiti dai cittadini, che erano stati concessi nei precedenti episcopati
- controllo diretto degli enti ecclesiastici

Pietro però, per poter attuare i propri propositi, dovette ricorrere all'aiuto dell'imperatore.
Questo creò un profondo distacco tra la Chiesa astese ed i cittadini, che nell'arco di vent'anni, inevitabilmente sfociarono nei disordini  del 1066, in seguito all'imposizione della marchesa Adelaide del nuovo vescovo Ingone.